# I Liceum Ogólnokształcące im. Władysława Broniewskiego w Bolesławcu
I Liceum Ogólnokształcące im. Władysława Broniewskiego w Bolesławcu – istniejące od roku szkolnego 1946/47 liceum ogólnokształcące, powołane na mocy Zarządzenia Ministra Oświaty z dnia 21.06.1947 r. (Dz. U. M.O. Nr 8 z 1947 r.), najstarsze liceum w mieście.
Od maja 1962 szkoła nosi imię Władysława Broniewskiego. W 1979 na wniosek szkoły Miejska Rada Narodowego zmieniła nazwę części Alei Wojska Polskiego na Heleny i Wincentego Tyrankiewiczów – powojennych założycieli szkoły. W 1984 szkołę wyróżniono Medalem 40–Lecia PRL; otrzymała też wyróżnienie Ministra Oświaty i Wychowania za mikrosystem wychowawczy szkoły. W styczniu 2015 zajęła 201 pozycję w Ogólnopolskim Rankingu Liceów.
Budynek szkoły powstał jako siedziba Królewskiego Domu Sierot i został on wpisany do Gminnej Ewidencji Zabytków pod nr poz. 532.
Aktualnie szkoła oprócz nauki języka angielskiego i języka niemieckiego oferuje naukę języka francuskiego, włoskiego oraz języka hiszpańskiego. Ponadto na zajęciach pozalekcyjnych prowadzona jest nauka języka rosyjskiego.
W liceum funkcjonują projekty wymiany uczniowskiej: Erasmus+, Wymiana Rodzinna z Siegburgiem (prowadzona od roku 1995) oraz Wymiana Rodzinna z Włochami (od roku 2014).
Absolwentami szkoły są m.in. dr hab. Barbara Marczuk i kpt. żw. Jacek Awłasewicz.